# ریتا-لیسا روپونن
ریتا-لیسا روپونن (انگلیسی: Riitta-Liisa Roponen؛ زادهٔ ۶ مهٔ ۱۹۷۸) اسکی‌باز صحرانوردی اهل فنلاند است.